# Deformidad dentofacial
El término deformidad dentofacial describe una serie de anormalidades dentales y maxilomandibulares, que a menudo se presentan con una maloclusión, que no es susceptible al tratamiento de ortodoncia solo y el tratamiento definitivo necesita alineación quirúrgica de las mandíbulas superiores/inferiores o ambas (cirugía ortognática). Las personas con deformidades dentofaciales a menudo presentan una calidad de vida más baja y funciones comprometidas con respecto a la respiración, la deglución, la masticación, la articulación del habla y el cierre/postura de los labios. Se estima que alrededor del 5% de la población general presenta deformidades dentofaciales que no son susceptibles de tratamiento de ortodoncia solamente.
La deformidad esquelética facial puede ser en forma de prognatismo/retrognatismo maxilar (mandíbula superior expulsada o deficiente), prognatismo/retrognatismo mandibular (mandíbula inferior o mandíbula inferior deficiente/retraída), mordida abierta (los dientes frontales superior e inferior no se encuentran), discrepancias transversales y asimetría de las mandíbulas (mandíbulas superiores o estrechas muy estrechas / anchas, mandíbulas superiores/inferiores desplazadas hacia el lado derecho/izquierdo) y caras largas/cortas.
La corrección quirúrgica de las deformidades dentofaciales comenzó alrededor de 1849 en los EE. UU. por S. R. Hullihan, un cirujano general, y se limitó a la corrección de la mandíbula (prognatismo). Más tarde, a principios del siglo XX, nació la cirugía ortognática temprana, cuando en St. Louis Edward Angle (ortodoncista) y Vilray Blair (cirujano) comenzaron a trabajar juntos y Blair enfatizó la importancia de la colaboración entre el cirujano y el ortodoncista. Sin embargo, la cirugía ortognática moderna comenzó a desarrollarse en Europa central por cirujanos como R. Trauner (Graz), Martin Wassmund (Berlín), Heinz Köle (Graz) y Hugo Obwegeser (Zúrich).